# V Crucis
V Crucis är en pulserande variabel av Mira Ceti-typ i stjärnbilden Södra korset.
Stjärnan varierar mellan bolometrisk magnitud +10,4 och 13,9 med en period av 376,5 dygn.